# Vesmírná odysea
Vesmírná odysea (anglicky Space Odyssey) je sci-fi série britského spisovatele A. C. Clarka obsahující čtyři romány:
- 2001: Vesmírná odysea (1968)
- 2010: Druhá vesmírná odysea (1982)
- 2061: Třetí vesmírná odysea (1988)
- 3001: Poslední vesmírná odysea (1997)

Za součást série lze považovat i dvě rané autorovy povídky:
- Hlídka
- Na úsvitu věků

Série spojuje klasické sci-fi motivy s metafyzickými tématy. První dvě knihy série byly zfilmovány:
- 2001: Vesmírná odysea (1968)
- 2010: Druhá vesmírná odysea (1984)

## Děj

### Romány

#### 2001: Vesmírná odysea
Příběh začíná před asi pěti miliony let, kdy na Zemi žili lidoopi. Tehdy Ten, jenž hledí na Měsíc, vůdce jedné z tlup lidoopů, narazil na cestě se svou tlupou z neúspěšného lovu domů na černý monolit tvaru kvádru. Monolit začal s lidoopy provádět experimenty, které rozvíjely jejich logické myšlení. Ten, jenž hledí na Měsíc si vyrobil lepší zbraň než měl doposud. Po dlouhé době bez jídla se jim konečně podařilo ulovit nějakou antilopu. Začalo se však stmívat a neměli čas zvíře potřebně zpracovat. Vzali ho tedy do jeskyně, vůně zdechliny však přilákala levharta. Díky zdokonalení logického myšlení levharta přemohli. Hlavu levharta a jeho kůži nosil Ten, jenž hledí na Měsíc na sobě. Teď již měli spousty odvahy a poté co zesílili, rozhodli se zaútočit na druhou tlupu na druhé straně řeky. Bitvu vyhráli. Poté se monolit přemístil na Měsíc.
Nyní autor zavádí příběh do roku 1999. Autor špatně odhadl pokrok techniky a posunul ho o velký kus vpřed. Měsíc již byl obydlen a byla na něm postavena spousta základen. Jedna z nich je i americká základna Clavius poblíž kráteru Tycho. Byla zde vyhlášena karanténa, kvůli nějaké epidemii. To vše je jen zástěrka neobyčejného, přísně tajného objevu. Jedna sonda zkoumající kráter Tycho, objevila anomálii v magnetickém poli Měsíce. Vědci bádali po příčině a ze země vynesli na povrch monolit způsobující magnetickou anomálii, který s prvním paprskem Slunce okopíroval data všech signálů (např. televizních) a poslal jej pryč do vesmíru. Signál se lidem ztratil někde u Saturnova měsíce Japetusu. Tehdy je povolán doktor Heywood Floyd a další vědci, aby monolit prozkoumali. Zjistí, že monolit není vyroben ani přírodou, ani člověkem, nýbrž mimozemšťany. Monolit dostane jméno MAT-1, zkratka Magnetické Anomálie Tycho - 1.
Zde se děj knihy opět posouvá, do roku 2001. Pětičlenná posádka, s kapitánem lodi Davidem Bowmanem, jeho zástupcem Frankem Poolem a třemi vědci v hibernaci Whiteheadem, Hunterem a Kaminskim, začíná první cestu k Saturnu. Raketoplán jménem Discovery řídí počítač s umělou inteligencí HAL 9000. Vše probíhá dobře, ale někde u Jupitera, na Davidovy narozeniny, HAL oznámí možnou závadu jednotky AE-35, která nasměrovává anténu raketoplánu na Zem. Jestliže přestane pracovat, spojení se Zemí se přeruší. Frank Pool vadnou jednotku vymění. V laboratoři s Davidem zjistí, že pracuje výtečně. Jednotku vyhodí do koše a nechtějí se tím již zabývat. O několik hodin později HAL oznámil další možnou poruchu jednotky AE-35. Frank ji jde opět vyměnit, ale to se mu stane osudným. Když vyměňuje jednotku, jeho kapsli (stroj tehdejší doby, slouží ke krátkým procházkám vesmírem) HAL nasměruje pryč do vesmíru. Franka Dave již nemůže zachránit. Dave začíná pomýšlet na možnou poruchu HALa a na Zemi již o něm také začínají pochybovat. Rozhodne se probudit ostatní z hibernace. HAL nejdřív nechce předat manuální ovládání, ale poté, co mu Dave pohrozí, že ho odpojí od systému, mu ho předá. Dave zjistí, že všichni tři jsou mrtvi - HAL jim odpojil životní funkce. HAL začne odpojovat všechny přístroje - kyslík a klimatizaci. Dave se zachrání v jedné komoře, kde byl i skafandr. Pomocí toho se dostal k systémovým obvodům HALa a začal ho po jedné zásuvce odpojovat od systému. Hal ho přemlouval, aby toho nechal, ale bylo to marné. Poté opět obnovil kyslík, klimatizaci a spojení se Zemí. Těla tří vědců vypustil do vesmíru. Pošle k zemi zprávu o tom, co se stalo. Oni ho seznámí s pravým cílem cesty, o které věděli jen HAL a tři vědci v hibernaci. Měli prozkoumat Japetus, místo, kde se ztratil signál monolitu. Raketoplán je nyní řízen ze Země. Když dorazí na místo, Dave se vydává v kapsli na průzkum. Najde zde Většího bratra monolitu, MAT-2, a hvězdnou bránu. Vstoupí do ní a octne se na jiné planetě. Poté se octne v nějakém hotelovém pokoji, kde knihy, jídlo, nábytek, vše jsou atrapy vyrobené podle předlohy z televizního seriálu, vysílaném v roce 1999 signálem, jejž monolit okopíroval a poslal sem. Když Dave usne, atrapy zmizí a mimozemšťané pomalu oddělí jeho duši od těla, aby přetrvala na věčné časy. Jeho tělo ihned na to umírá.

#### 2010: Druhá vesmírná odysea
Opuštěná loď Discovery, zanechaná Davidem Bowmanem u Jupiteru, je v dezolátním stavu a za chvíli ji hrozí úplné zničení. USA chce proto vyslat posádku k Jupiteru, ale obává se, že ji Sovětský svaz předběhne, poněvadž ten se také chystá vyslat lidi k Discovery. Nakonec spojí své síly a je vyslána americko-ruská posádka s lodí Leonov, kterou tvoří: Heywood Floyd, (jež má už nyní 52 let), Kateřina Ruděnková, Dr. Čandra (Ind, programátor a učitel HALa), Curnow Walter, Max Brajlovský a Žeňa. Posádka měla hned několik úkolů: odhalit záhadu zmizení Davida Bowmana, podivné chování HALa a zprovoznit znovu loď. Několik dní před cílem se však dozvěděli, že Čína tajně vyslala kosmickou loď Tsien k Jupiteru - a má před nimi velký náskok. Tsien přistál na Europě načerpat palivo, vodu. Číňané však nepočítali, že na Europě je život. Záhadné stvoření zničilo Tsien, přežil jen jeden astronaut - Chang. Ten přes vysílačku ve skafandru zaslal zprávu blízkému Leonovu o tom, co se stalo, a Leonov odeslal jeho zprávu k Zemi.
Jakmile dorazili k Discovery, opravili ji, takže byla schopna letu. Chandra vymazal část HALovy paměti, aby se neopakovala chyba v označení úkolu „Přísně tajné“, jež zavinila všechny problémy. HAL byl znovu zprovozněn, nicméně k němu všichni, kromě Dr. Chandry, chovali nedůvěru. Heywoodovi, který měl zrovna hlídku, se zjevil „duch“ Davida Bowmana, jenž ho varoval, aby do určité doby zmizel z dosahu Jupiteru. Kapitánka však nemohla vydat příkaz k odletu, neboť to, že Floyd viděl přízrak, jež ho varoval není dostatečný důvod; neměla by jak to vysvětlit na Zemi. O pár dní později tisíce monolitů „vysávalo“ Jupiter. S pomocí HALa a Discovery stihli jakž takž odletět v termínu, nicméně museli obětovat HALa i Discovery. Jupiter se pak náhle proměnil ve hvězdu - „nové Slunce“ - jež pojmenovali Lucifer. Před svým zničením odvysílal HAL zprávu od mimozemšťanů: „Všechny tři měsíce patří vám, kromě Europy. Tam se přistát nepokoušejte.“

#### 2061: Třetí vesmírná odysea
Doktor Floyd, účastník výpravy k Jupiteru z roku 2010, se jako 103letý vydává na výlet na Halleyovu kometu na lodi Universe. Pak ale přijde zpráva o ztroskotání Galaxy na Europě, kam je lidem striktně zapovězeno vstoupit a Universe se vydává na záchrannou výpravu. Důvod ztroskotání kosmické lodi byl v tom, že Rosie (ve spojení s Rolfem - o tom však nikdo nevěděl) se pokusila unést loď a přistát s ní na Europě. Při dopadu však zemřela. Loď dopadla do oceánu a Chris s Rolfem se zatím vydali na průzkum k hoře Zeus. Zjistili, že hora Zeus se propadá, protože je celá z diamantu. Vydají se i k MAT-2, kde najdou jakási primitivní obydlí podobná iglú. Oba se pak vrátí k lodi, kde je vyzvedne Universe.

#### 3001: Poslední vesmírná odysea
Námětem románu je postava astronauta Franka Pooleho, který byl během výpravy v prvním dílu zabit počítačem HALem 9000. Jeho tělo je objeveno na orbitální dráze kolem Slunce a tak je odchycen a s vyspělou technologií budoucí společnosti opět přiveden k životu. Rovina příběhu se pak točí kolem života na Europě a snaze monolitů vyhubit lidstvo.

### Povídky

#### Hlídka
Geolog, přesněji řečeno selenolog vede výpravu zkoumající jižní část měsíčního moře Mare Crisium (Moře krizí). Když ráno připravuje snídani, povšimne si kovového záblesku na jednom ze strmých skalisek. Není to neobvyklý úkaz, zcela jistě to byl horninou odražený sluneční paprsek, ale selenolog je zvědavý a tak se vyšplhá do pozorovací věžičky a namíří tím směrem teleskop.
Zdá se mu, že je zářící předmět podivně symetrický a umane si, že se po splnění vědeckého programu pokusí vyšplhat nahoru a přijít záhadě na kloub. Společníka mu dělá Garnett s dobrými horolezeckými schopnostmi. Na Měsíci není lezení příliš obtížné, bez větších obtíží se oba astronauti dostanou k závěrečné skalní stěně. Jsou nuceni použít kotvu, přičemž první leze vedoucí. Jakmile vyleze nahoru, spatří na plošině třpytivou pyramidu. Zaplaví jej pocity hrdosti, že jej zvědavost dovedla k úžasnému objevu a na mysl mu přicházejí otázky, jaký účel cizí stavba plní. Garnett se již také vyšplhal nahoru a je stejně ohromen. Vedoucí mise pochopí, že stavba není dílem měsíční civilizace, nýbrž ji zde zanechala neznámá vysoce vyspělá civilizace kdoví z které části vesmíru. Mohla to být stará rasa z počátku stvoření a instalovala tyto pyramidy tam, kde předpokládala příhodné podmínky pro vznik života. Snad neznámé bytosti tížilo osamění, možná propátrávali galaxie v naději, že naleznou zárodek života a Země je zaujala. Zřejmě proto postavili hlídku na Měsíci, neboť je jistě zajímala pouze civilizace, která se dokáže odpoutat ze své kolébky.
Lidé pyramidu násilím otevřeli a její signály vyrazily na pouť vzduchoprázdnem. Pokud ještě tito staří cestovatelé existují, třeba již zaměřili svou pozornost na Zemi a blíží se, aby nabídli svou pomoc. Nemusí však přiletět s přátelskými úmysly, neboť stáří často žárlí na mládí. Lze dělat jediné - vyčkávat.

#### Na úsvitu věků
Během soumraku Říše letí malý kosmický člun na průzkum planet ztracených na okraji Mléčné dráhy. Na civilizaci padá stín a vědci Galaktického průzkumu přemítají, co se děje v jejich vzdálených domovech. Na palubě jsou tři: kapitán Altman, Bertrond, a Clindar.
Objeví planetu s vegetací a přistanou v lese. Clindar - operátor robota, jej vyšle na průzkum. Les je plný života, nicméně nezvyklému návštěvníkovi se jeho obyvatelé vyhýbají. Zničehonic se robot zakymácí a spadne. Stal se útokem čtvernožce. Clindar pomocí dálkového ovládání robota postaví a spustí sirénu, dravec se vyleká a prchne.
Robot pokračuje v pátrání a narazí na stezku. Jde po ní a po chvíli se objeví mýtina s obydlenou osadou. Chýše jsou obehnané palisádou, která slouží jako obrana proti zvěři a nepříteli.
Vědci přemýšlí, jak navázat kontakt. Nemohou do osady poslat robota, vyvolal by paniku. Sami musí ještě počkat několik dní, než biologické testy prokážou nezávadnost planety. Situace doma se zhoršuje, je možné, že je Říše odvolá z mise, ale zatím budou pokračovat podle plánu. Vymyslí jednoduchý způsob, jaké zvolit setkání s domorodci.
Bertrond si vyčkává na stezce, opodál jej jistí robot ovládaný Clindarem. Bertrond má přichystaný dar pro místního lovce - zabité zvíře. Domorodec přichází, Bertrond zvedne mršinu a podává ji lovci. Ten ji přijme a odchází, aniž by vypadal vyplašeně. Takhle to Bertrond praktikuje ještě několik dní, než se mu podaří domorodce zdržet a pokusit se promluvit s ním. Jmenuje se Jaan. Když si je Bertrond jist posílenou vzájemnou vazbou, odhodlá se představit robota. Jaan je poněkud nervózní, ale v přítomnosti Bertronda se uklidní a po čase si na stroj zvykne.
Jednoho dne uslyší Jaan volání robota z džungle. Jde za hlasem až k řece, kde spatří celou posádku kosmického člunu. Chystají se k odletu. Bertrond mu nechá několik praktických pomůcek a loučí se. Loď stoupá ke hvězdám a Jaan má pocit, že o něco přichází. Sesbírá dary od lidí z kosmu a obrátí se zády k řece vinoucí se úrodnou rovinou, kde za mnoho set let jeho potomci vybudují velké město a pojmenují je Babylón.